# Siegfried Atzinger
Siegfried Atzinger (ur. 22 października 1916, zm. 30 marca 1954) – niemiecki oficer marynarki, dowódca niemieckich okrętów podwodnych podczas II wojny światowej, od września 1942  do stycznia 1943 roku w 3. oraz 5 Flotylli U-Bootów. Od sierpnia 1941 do września 1942 roku dowodził najskuteczniejszym pod względem zatopionego tonażu i liczby jednostek okrętem podwodnym U-48, nie odbył jednak na nim żadnego patrolu bojowego. Według relacji jednego z byłych członków załogi U-262, we wrześniu 1942 roku Oberleutnant zur See Siegfried Atzinger objął dowództwo tego okrętu, zastępując na tym stanowisku chorego Kapitänleutnanta Güntera Schiebuscha, jednak nie potwierdzają tego dokumenty okrętu. Od sierpnia 1943 roku do kapitulacji w marcu 1945 służył w 25 Szkolnej Flotylli U-Bootów. Służąc w U-Bootwaffe nie odbył patrolu bojowego i nie odniósł żadnych sukcesów.